# La Ilustració Catalana
La Ilustració Catalana va ser la primera revista gràfica en català publicada a Barcelona. S'autodefiní com a «periòdic desenal, artístic, literari i científic de Catalunya». El seu primer director fou Josep Franquesa i Gomis, però ben aviat es va fer càrrec de la direcció el mateix editor, Carles Sampons. Als voltants de 1882, però, Carles Sampons va morir i la direcció de la revista va ser encarregada a Francesch Matheu i Fornells. El 1903, després de nou anys sense publicar, Francesch Matheu va fer una versió de la publicació modernitzada i adaptada al nou segle de la publicació.
La seva primera publicació va ser el 10 de juliol de 1880; i la darrera va ser amb el número 325, datat del 31 de març de 1894. Va començar amb revistes decennals i a partir de l'any 1882 es va convertir en quinzenal. No va tenir cap suport oficial de l'Estat i es va mantenir per la sola empenta d'uns editors entusiastes. Francesch Matheu i Fornells en va ser el gran impulsor els darrers onze anys.

## Història

### Origen i desenvolupament de la revista
Després dels primers intents de crear un gran setmanari il·lustrat, com La Bandera Catalana (1875) o L'Escut de Catalunya (1879-1880), neix la revista gràfica catalana del segle XIX, La Ilustració Catalana":
| «                               | Assenyala un esdeveniment dins el nostre periodisme i, d'una manera general, dins la nostra bibliografia. És una fita del procés de la nostra reconstrucció. | » |
| — Segons Lluís Bertran i Pijoan | |   |

Aquesta revista va néixer amb l'objectiu de donar a conèixer el moviment artístic, literari i científic de Catalunya. En època del renaixement català, la revista ocupava un lloc necessari per fer constar l'alt grau al que havia arribat el desvetllament artístic i literari de Catalunya.
El primer director de la revista fou Josep Franquesa i Gomis, però ben aviat se'n va fer càrrec de la direcció el mateix editor, Carles Sampons, qui havia adquirit, inicialment, la propietat de la revista. Sampons, que era home d'empenta, va comptar amb alguns dels millors artistes catalans i estrangers (per encarregar-se de la part il·lustrada) i amb els escriptors més distingits del renaixement per a la secció literària. Destaquen les col·laboracions d'escriptors de renom com Valentí Almirall, Emili Coca, Àngel Guimerà, Frederic Mistral, Narcís Oller i Jacint Verdaguer entre d'altres. L'esforç de Sampons té molt de mèrit, i va aconseguir ser secundat pels redactors de la revista i ben rebut pel públic.
A Barcelona l'any 1879, amb l'aparició del primer diari català, la societat bullia i estava pletòrica. Eren els moments de la Renaixença, el ferrocarril, de la febre d'or, de la construcció, de les societats cotitzades, de l'especulació, però també de la creació de noves indústries i d'expansió d'infraestructures.
Tot comença amb la unió de tres personatges importants: Josep Franquesa i Gomis, Jacint Laporta i Ramon Enric Bassegoda; els tres companys compartien una gran afició per la poesia i l'ideal catalanista. Així doncs, van dedicir constituir la redacció d'un periòdic anomenat La Llar, en la primera setmana de l'any 1875. Però aquesta va aparèixer en el context d'una forta primera crisi dins el catalanisme literari, la ben coneguda «batalla de l'ortografia dels plurals femenins» que va dividir el moviment en dos bàndols: els partidaris de les -as i el de les -es (ells eren partidaris d'aquest últim).
El 14 d'agost de 1875 es va suspendre la revista per ordre governativa, però no va suposar el final d'aquesta societat literària catalanista, ja que van publicar nous periòdics com La Familia Cristiana, el 1876-1877, encara que no van acabar de funcionar.
La creació de La Ilustració Catalana va ser una iniciativa de Carles Sampons, un jove que treballava a l'administració d'una publicació madrilenya, La Academia
L'any 1879, Evarist Ullastre es va casar amb una germana de Pere Comas i amb el dot que li donà va decidir posar una impremta a Barcelona, si a canvi el senyor Comas traslladava la revista. La impremta va prendre el nom de La Academia i la il·lustració madrilenya d'aquest nom va ser feta a Barcelona, però en castellà.
Inesperadament, Pere Comas va decidir suspendre la publicació de La Academia. El jove Sampons, encarregat de l'administració de la revista, es quedà sense ocupació i va decidir comprar tots els gravats de La Academia i convertir-la en La Ilustració Catalana.
Sampons va anar a la recerca de col·laboradors per al projecte i va oferir la redacció d'aquesta revista a Ramon E. Bassegoda, Josep Franquesa i Gomis i Jacint Laporta, que van esdevenir la base del cos de redactors i, a més, van estar treballant de franc. Amb l'ajuda d'Eudald Canibell, orientaríen la nova direcció de la revista.
La presentació d'aquesta important revista era molt digna. Aviat Carles Sampons es va convertir en soci d'Evarist Ullastre. El fet de tenir una impremta pròpia, La Academia, li donava una seguretat i un gust que sovint mancava a altres publicacions del moment. La revista estava domiciliada al carrer de la Unió, 28 de Barcelona.
Un cop convençuts els redactors de La Ilustració Catalana que aquesta tenia el seu motiu de ser, li van dedicar completament els seus esforços. El seu propòsit va ser fer-la digna de les diferents il·lustracions que es publicaven a Europa, i per aconseguir-ho, van acudir als millors artistes de la terra i alguns de forans per tal que s'encarreguessin de la part il·lustrada; i, quant a la secció literària, van comptar amb el concurs dels escriptors més distingits.
Per tant, La Ilustració Catalana va ser, amb l'ajuda del públic, una crònica contemporània dels fets més importants de la terra, una revista literària redactada per «literats acreditadíssims», una revista que es va honrar principalment amb les obres dels dibuixants i escriptors més excel·lentíssims i on alhora es va prestar tribut a aquestes manifestacions artístiques, i així mateix al grau d'avançament de les coneixences científiques; car només pel maridatge harmoniós de l'Art i de la Ciència es pot concebre el progrés intel·lectual dels pobles.

### Desenllaç
La Ilustració Catalana va haver de viure un problema que afectava en aquells moments totes les publicacions il·lustrades del món: el de substituir a poc a poc els gravats perfectes, al boix o al zenc, per les reproduccions fotogràfiques que el sistema fotogravat, descobert feia poc temps, permetia. Una de les empreses pioneres en l'ús d'aquesta tècnica va ser la Casa Thomas, de l'impressor Josep Thomas.
Francesch Matheu va lluitar, però la seva empresa periodística, després de catorze anys, va començar a afeblir-se. El darrer número de La Ilustració Catalana correspon al 31 de març de 1894. Era el que feia tres-cents vint-i-cinc. Però Francesch Matheu no es donà per vençut i, nou anys més tard, va reprendre la seva estimada Ilustració Catalana i li donà un aire de joventut i modernitat per fer-la digna dels nous temps però que continués sent fidel als seus ideals. Així, el 7 de juny de 1903 veia la llum el primer número d'Ilustració Catalana que, a diferència de l'antiga, es publicava setmanalment i havia suprimit l'article La del títol.
Així doncs, de 1903 a 1917, Matheu tornaria a publicar un setmanari amb el nom escurçat d'Ilustració Catalana i sense cap expressió de continuïtat. Si la primera revista va morir en el moment de l'aparició dels fotogravats, la segona va excel·lir en la seva publicació. Feta a l'empresa de Josep Thomas, no va resistir les dificultats materials de la primera guerra mundial.
L'Exposició Universal, que va atorgar una de les seves medalles d'or als números d'aquell any de la revista il·lustrada del senyor Matheu, va donar una gran empenta al fotogravat. Va tenir un fotògraf oficial, Pau Audouard, i va promoure la presa d'imatges fotogràfiques de les obres i els nous paisatges urbans. La revista Ilustració Catalana, igual que la seva predecessora, volia ser un mirall de la vida del país. Segons les mateixes paraules del senyor Matheu en el número-prospecte de la nova revista: «Tot allò que representi un esforç vers el progrés de la nostra terra, vol Ilustració Catalana que trobi ressò a les seves pàgines». Tot i que aquesta publicació mai es va presentar com a continuadora de la que havia plegat el 1894, les semblances eren nombroses i el director d'ambdues era el mateix, cosa que els donava un aire de família, malgrat les diferències.
L'any 1907, el grup d'Ilustració Catalana, començà a publicar la revista Feminal, que sortia el darrer diumenge de cada mes. Una altra empresa derivada del setmanari de Francesch Matheu fou Lectura Popular, que es publicà des del 1913 al 1920.
La no incorporació del grup de la revista Ilustració Catalana a les normes ortogràfiques establertes per Pompeu Fabra, sumat a les dificultats que la Primera Guerra Mundial va causar a la premsa a causa de l'encariment del preu del paper, van suposar una lenta davallada de la revista. El gener de 1917, Ilustració Catalana va sortir amb un format més petit, amb la inscripció “edició popular” a la capçalera i amb un preu reduït a vint-i-cinc cèntims com a remei contra les dificultats. D'aquesta manera, l'aire de «gran il·lustració» desapareixia, però mantenia la finalitat inicial d'enaltir i propagar l'art i la literatura catalans. Malauradament, el desembre d'aquell mateix any, Ilustració Catalana publicava el seu últim número, el set-cents cinquanta-nou, i així mateix ho feia Feminal, el 30 de desembre de 1917.

## Format gràfic
El format és de 410x290 mm, té vuit pàgines a tres columnes i és venuda, en números solts, a quatre rals. Es publicava els dies 10, 20 i 30 de cada mes, però a partir de l'any 1882, es converteix en quinzenal, a base de fer números de setze pàgines; són, per tant, posteriorment trenta-dues pàgines cada mes, en lloc de vint-i-quatre que n'eren abans. El text és a tres columnes i la composició està feta a mà. La tipografia més aviat rodonejada i és petita, però clara, de fàcil lectura. El tiratge és net i dona un conjunt polit. L'organització i la mida dels blancs estan ben calculats i la caixa del text és col·locada seguint uns cànons estrictes. Entre dues columnes d'escrit se situen els gravats, en alguns casos. En altres, els gravats són de cos sencer i fins i tot a dues pàgines. El tot forma una pàgina solemne, noble, ben enquadrada, pensada i compaginada amb gust tipogràfic de qualitat.

### Descripció de la capçalera

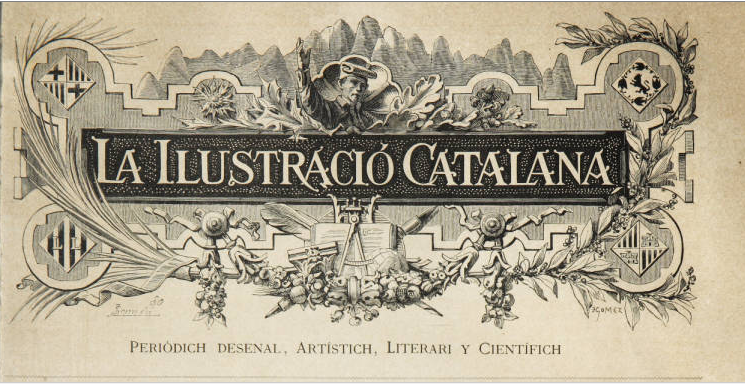
Capçalera

El primer número es definia com a «periòdich desenal, artístich, literari y cientifich». La capçalera il·lustra copiosament la dèria del simbolisme patriòtic, propi de l'època. Dibuixada per Serra i gravada pel boixista Gómez. Així, entre altres motius, hi apareix el contorn de la muntanya de Montserrat i els escuts de les quatre províncies del Principat.
Al centre de la capçalera és ocupat per la llegenda de La Ilustració Catalana. A la part superior es veu el dibuix d'un pagès català, amb barretina i el braç dret enlaire, com en actitud perorant, que emergeix d'un grapat de fulles de card, d'acant i de roure. A la part inferior es veuen els atributs de les belles arts: la lira, la ploma, el llapis, el llibre obert, el capitell, i també el compàs i la bola del món, i una garlanda amb fruits i fullatge. Partint de la meitat inferior i abraçant tot el conjunt de la capçalera, una palma i una branca de llorer.

## Graella de Preus de Subscripció
PREUS DE SUBSCRIPCIÓ (pagant per endavant)
|                          | Any     | Semestre | Trimestre | Mes    |
| Espanya                  | 60 rals | 32 rals  | 18 rals   | 6 rals |
| Portugal                 | 60 rals | 32 rals  | 18 rals   | 6 rals |
| Països de la unió postal | 76 rals | 40 rals  | 18 rals   | 6 rals |

PREUS DE SUBSCRIPCIÓ PAGANT EN OR
|               | Any                         | Semestre                    |
| ------------- | --------------------------- | --------------------------- |
| Cuba          | 5 pesos forts               | 3 pesos forts               |
| Puerto Rico   | 5 pesos forts               | 3 pesos forts               |
| Filipines     | 6 pesos forts               | 3,5 pesos forts             |
| Mèxic         | 6 pesos forts               | 3,5 pesos forts             |
| Rio de Plata  | 6 pesos forts               | 3'5 pesos forts             |
| Altres països | preus d'Espanya + franqueig | preus d'Espanya + franqueig |

## Estructura de la revista
L'estructura de la publicació es va mantenir durant tot el tiratge seguint el model de la primera publicació. A la primera plana trobem la capçalera, present a tots els números i que presenta el títol de la revista. Després trobem la graella amb els preus de subscripció i, posteriorment, el sumari, petit resum que conté els títols dels apartats de la revista i en alguns casos el seu autor i els gravats, amb el títol i alguna vegada el dibuixant i/o el gravador.

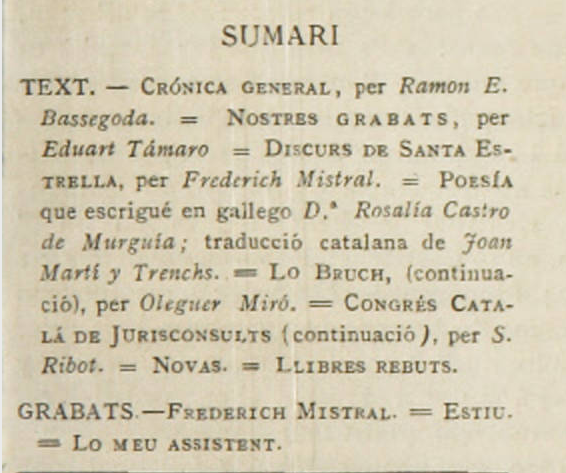
Sumari de la revista número 035 (20 de Juny de 1881). Primera època.

A continuació trobem la crònica general de la primera plana. També tenen importància les referències necrològiques, on es donava informació dels personatges de renom morts. Aquesta va ser redactada per Jacint Laporta fins al 1890, passant, més tard, a estar sota el càrrec d'Enric Laporta i L. Mercader. La crònica general també s'adaptava a l'estació de l'any en què estava realitzada, fent referències a festes populars i celebracions litúrgiques (Nadal, Carnestoltes, Pàsqua, etc.). Generalment, després de l'apartat de la crònica general trobem la secció els nostres gravats, on s'explicaven, un per un, tots els gravats d'aquell número. Els gravats de la portada sovint van ser realitzats per Tomàs Pijoliu, on en la majoria dels casos mostrava el retrat d'una personalitat destacada en l'àmbit cultural.
El contingut del cos de la revista era variable: podríem trobar poemes, novel·letes, articles sobre els Jocs Florals, sobre algun consistori, sobre el Congrés Catalanista, etc. No hi van mancar tampoc les ressenyes d'audicions musicals, concerts, representacions dramàtiques... ni la crítica d'obres. El mateix editor volia fer saber que la Redacció era composta de «joves entusiastes de coses de la terra». Però cap al desenllaç de la revista es trobava la secció de Novas, l'apartat de llibres rebuts I l'apartat de bellas arts, ressenya de les exposicions de pintures i obres artístiques dels establiments especialitats a Barcelona o bé a algunes cases particulars i àdhuc als tallers dels artistes mateixos.
La revista publicava sovint biografies de catalans il·lustres: són remarcables la de Manuel Duran i Bas (1884) per Valentí Almirall, les que Joan Sardà escriví del mateix Almirall (1886) i de Josep Roca i Roca (1887), la de Jacinto Verdaguer (1888) per Jaume Collell, la de Marcelino Menéndez y Pelayo (1891) per Josep Franquesa i Gomis, i la de Josep Yxart (1891) per Josep Roca i Roca.[9] Quan, mort Sampons, La Ilustració Catalana va passar a En Matheu, els estats de l'administració donaven un cens d'uns mil dos-cents subscriptors.
La Ilustració Catalana va publicar nombrosos números especials com els que formen el volum novè de la revista (1888), el número de maig de 1883, el número 318 (15 d'octubre de 1893), entre d'altres.
A continuació es pot veure una graella amb els escrits i els gravats més destacats en els diferents anys de publicació de la revista:
| Any  | escrits | gravats | imatges |
| ---- | --- | --- | ------- |
| 1880 | - La secció de literatura de l'Ateneu Barcelonés aprova per majoria una proposició del senyor Pella i altres socis perquè s'autoritzés l'ús de la llengua catalana en dita secció. - Lo dir de la gent, Frederich Soler. | - Excm. SR. D. Víctor Balaguer, Mestre en Gay Saber. Dibuix de Castelucho; Fotografia de Cantó i Gravat per Fusté. - Detalls del Claustre de la Catedral de Barcelona. Gravat de Payá. |         |
| 1881 | - Congrés Català de Jurisconsults, Consistori dels Jochs Florals de Barcelona. - A la tristesa, Pau Bertran i Bros. - A tu, sonet de Joan Montserrat i Archs. - Himne de la coronació de la Verge de Montserrat, per Jascinto Verdaguer. | - Antich Claustre de la Seu de Manresa. - ALFONS V, LO SAVI, REY DE ARAGÓ. - Porta de la Casa dels Infants. - Los germans Vallmitjana, distingits escultors catalans: D. Agapito i D. Venanci. |         |
| 1882 | - Santa Caterina. - A un viatjer, poesia de Jacint Verdaguer. - pobra patria, de Francesch Matheu. - Los Nibelungs, traducció d'Albert Puigdollers. - Sempre, per Àngel Guimerà. - La papallona, de Narcís Oller. | - Aurora de la vida, escultura de Barcaglia. - Crepuscol de la Tarde, dibuix de Pahissa. - Reverent P. Eduart Llanas, fotografia de A. i E. F., dits Napolcon. - Cristofol Colom, escultura del Senyor Sanmartin existent en lo Ministeri d'Ultramar.                                                            |         |
| 1883 | - Ayger, d'Àngel Guimerà. - Dol y esperansa, de Matheu Obrador Bennassar. - La nit al bosch, poesia d'Apeles Mestres. - Notas de color, de Narcís Oller i Moragas (clau d'aquest libre). - Lo plor de la tórtora, poesia de Jascinto Verdaguer. - Ma casa, poesia d'Emilia Palau Gz. de Quijano. - Los nibelungs, traduït per Albert Puigdollers. | - Archimedes, de Nic. Barabino - Museo militar-mostra dels gravats. - Gravat per l'Exposició regional de Valencia (doble pàgina). - Recort de l'infantesa, per J. Pahissa. |         |
| 1884 | - Baldomero Galofre, d'Emili Vilanova. - La destral, per Ramón Picó y Campanar. - Intima, per Pau Bertran y Bros. - La masruixa, de Ramon E. Bassegoda. - Lo pessebre, per Joseph Franquesa y Gomis. | - Los escriptors catalans del Rosselló, per Pacià Ross i A. Riquer. - Premiá de Mar. La fábrica de gas, fotografia per E. Vilardell. - Las quatre estacions composicions d'Adrien Marie. - Preparatius pe'l batre, per Meléndez. - Estudi d'arbres, per J. Masriera. - Noé construhint l'arca, gravat de Snohrr. |         |
| 1885 | - Barcelona, desde 1820 a 1840, T.y A. de Gayetá Vidal de Valenciano. - Elisabeth de Mur, per Maria de Bell-lloch. - Lo múled de nari, d'Eduard Toda. - A un poeta (Dr G. Ventri), traditore. - La oració musulmana, d'Eduart Toda. | - Lleyda - hospital militar, per F. Llorens i Riu. - La dona del pescador, quadre de Butin. - Paisatge, per J. Guasch. - Clemencia Isaura, per P. Thumann. |         |
| 1886 | - A vol d'aucell, per Mossen Jacint Verdaguer. - Mala llengua, per Andreu de Bofarull. - Memorias d'un nihilista (acabament), traduït per Narcís Oller. - La ermita del Mont, de Mossen Jacint Verdaguer. - Los elements, per Pau Sans. | - Dar de menjar al que té fam, Composició per Defregger. - Jone, estàtua de Mac-Lean. - La verge al peu de la creu, quadre de Paul Delaroche. |         |
| 1887 | - Confessió, per Àngel Guimerà. - Los dos campanars, per Jacint Verdaguer. | - Mare de Déu de la Mercè, per Sales. - Ruines de Santes Creus, per Fortuny |         |
| 1888 | - Bases per la participació als Jocs Florals | - La barretinayra, Joan Llimona. - Pagesa olotina, composició de Joan Llimona - Mariner, testa d'estudi de D. Baixeras. |         |
| 1889 | - Elegías de Goethe, de Joan Maragall | - Los pillets, Murillo. - La Purissima, Murillo. |         |
| 1890 | - Rey i monjo, per Àngel Guimerà. - La Boja,Àngel Guimerà. - Eleonora Duse, per Narcís Oller. - Jacint Laporta: Crònica General sobre el govern de P. Mateo Sagasta i l'estat de salut del monarca, Alfons XIII – agitació social. - Escrits de Joan Sardà, Jaume Massó i Torrents, Anton Vila, entre d'altres. | - Don Julià Gayarre, cèlebre tenor, de J. Diéguez - Don Eduard Maristany i Gilbert, de Tomàs Pijoliu - La garsa casulana, de Rosa Schweringer |         |
| 1891 | - Enric Laporta: Crònica General sobre les nevades succeïdes a Catalunya, l'anunci de l'aparició del primer número del setmanari "La Veu de Catalunya", necrologia, apel·lació a la instauració a Barcelona de la càtedra de Dret i la qüestió social-obrera. - Jacint Verdaguer i Mossén Miquel Costa i Llovera. - Josep Ixart, poesia. - Apel·les Mestres i Oñós, poesia | - Evarist Artús, de Tomàs Pijoliu - Marina, de Jaume Morera - Rosendo Novas, de Tomàs Pijoliu - Narcís Oller, de Tomàs Pijoliu - Paisatge, de Josep Masriera |         |
| 1892 | - Enric Laporta: Crònica General sobre la temporada de Carnestoltes, el saqueig del Museu de Cluny a França, referències als Jocs Florals, l'escriptor Josep Maria de Pereda i l'obra de Narcís Oller - Antoni de Bofarfull, poesia. - Martí Genís i Joan Segura. - La unió catalanista per Sebastià Farnés. - Mossén Jaume Colell. - Jacint Laporta. - Enric Laporta: Crònica General sobre la constitució del Consistori dels Jocs Florals, comentari sobre l'obra de Narcís Oller, mort de Manel de Bofarull. - Narcís Oller: La febre d'Or. - Agnès Armengol de Badia, poesia. - Joaquim Riera i Bertran. | - Antoni de Bafarull, de Tomàs Pijoliu - La Mare de Déu de la Mercè, de Miquel Castellanas - El mestre Tomàs Bretón, de Tomàs Pijoliu - Girona, de M. Suñé - La vista, quadre de Roman Ribera |         |
| 1893 | - L. Mercader: Crònica General. - Poesia d'Agnès Armengol i Badia. - Lluís B. Nadal, novel·la. - L. Garcia del Real. - Joaquim Riera i Bertran. - Frederic Soler, poesia. - Mateu Obrador. - La coronació de Maria, per Jacint Verdaguer - Poesia de Claudi Omar, Josep Berga i L. Garcia del Real. - L'Ars poètica d'Horaci traduïda per Antoni M. Fàbregas. | - Una espina, quadre de Dvorak - Siesta, escultura de Max Baumbach - L'estudiant de la Garrotxa, de Berga i Miquel Blay - Ecce homo, de Bartolomé Esteban Murillo - Josep Pons i Enric, de Tomàs Pijoliu |         |
| 1894 | - Crònica General de L. Mercader. - Jacint Verdaguer, "La literatura de l'Alguer" i poesia. - Josep Berga, novel·la. - Josep Tolosa Carreras. - La revolució de Setembre de Narcís Oller. - Josep Franquesa i Gomís. - Maria de Bell-lloch. - Martí Genís Aguilar. - Pau Bertran i Bros. | - Josep Ferrer i Vidal, de Tomàs Pijoliu - Una noia de mà terra, dibuix de l'escultor Miquel Blay - Un poble de gitanos, de F. Blanch - Afinant la guitarra, quadre de Manuel Cusí - Pel jardí, quadre de Ramon Casas - L'església parroquial de Rubí, de A. Autiga.                                             |         |

### Galeria de gravats destacats
Aquí es poden veure altres gravats de la revista en forma de galeria dinàmica.

## Ideologia
El contingut de La Ilustració Catalana manifestà sempre un ardent catalanisme, amb el desig de fer només catalanisme. La Ilustració Catalana va relatar els fets amb la ingenuïtat més completa, va fugir de polèmiques polítiques i filosòfiques que reconeix que són profitoses quan es podien sostenir en el terreny dels principis, però que molt sovint eren origen de divisions de transcendència deplorable. Miquel i Vergés va remarcar com s'adherí a la convocatòria del Primer Congrés Catalanista, fet que va tenir lloc el 1880 i reunia més de mil persones d'arreu de Catalunya per a parlar de catalanisme polític, però després va parlar de les sessions d'aquella assemblea amb marcada indiferència, i en una ressenya se'n va mostrar disconforme. També va explicar amb poca simpatia la idea de constituir l'Acadèmia de la Llengua Catalana, acord que va sortir de l'esmentat Congrés. En canvi, va detallar extensament les sessions del Congrés Català de Jurisconsults; contrària a la unificació de les legislacions civils, defengué la conservació íntegra del Dret Català i va lluitar contra la unificació de les legislacions civils.
Els redactors es declaraven plenament convençuts que La Ilustració Catalana responia a una veritable necessitat i tenia el seu motiu d'ésser: La Redacció de La Ilustració Catalana constatava que la poesia catalana no era sols patrimoni dels savis i erudits que amb ella delectaven la seva intel·ligència, sinó que commovia també «les més delicades fibres del cor del nostre poble». L'esperit català reneix com el fènix de la faula i dona mostres de la seva existència a totes les manifestacions científiques i artístiques de la nostra terra. La Redacció de La Ilustració Catalana vibra dún goig autèntic.
Eudald Canibell, analitzava de quina manera els elements liberals, seguint la seva terminologia, s'havien introduït en les principals manifestacions de la cultura catalana, que pertanyien, d'acord amb la legislació vigent, només a l'àmbit del que ara en diem societat civil, excloent-ne la Universitat, les corporacions científiques i tot l'aparell cultural de l'Estat. Així doncs, els Jocs Florals, el teatre català, els Cors Euterpenses, l'excursionisme, la premsa i els actes importants, van ser avançats, lliberals. En definitiva, el catalanisme lliga amb el sentit progressista. Cal reconèixer el valor de la tasca de Canibell, que va voler fer una referència a la vitalitat de la premsa, que va passar d'una fase simbòlica a una etapa de presència, residual si es vol, però de presència: la premsa en català era minoritària als volts del 1880 però tot i tenir una certa debilitat estructural era prou significativa en l'àmbit ideològic.
En cosa de pocs anys, el panorama de la premsa catalana va prendre una estabilitat que no havia tingut fins al moment, de tal manera que els principals diaris apareguts durant els primers temps de la Restauració es van perpetuar fins ben entrat el segle xx i alguns, fins i tot, als anys 80 i l'actualitat. El pluralisme periodístic que s'inicia en els anys 80 del segle xix va tenir moments diversos i va sobreviure a les nombroses suspensions de les garanties constitucionals dels anys 10 i 20 i fins i tot a la censura i als rigors de la dictadura de Primo de Rivera. Però el que és més destacat és sens dubte, va ser l'aparició en aquests primers anys, de diaris en català, com a expressió quotidiana de la nova premsa catalana, que a finals de segle ja havia sumat unes 250 publicacions culturals, humorístiques i polítiques a Barcelona i comarques, cap a la plenitud de la Renaixença. Va ser un període de singular riquesa periodística, reflex de l'evolució d'una societat, de la transformació d'un pensament literari i artístic, al marge de l'evolució paral·lela del pensament polític. La separació entre premsa catalanista i premsa catalana estrictament literària és poc clara, però en aquell moment ja va començar a ser possible destriar-ne els dos aspectes, ja que era el moment el qual van començar a existir unes entitats, uns moviments i uns partits que no van témer de dir-se polítics ni de posar uns adjectius al seu substantiu catalanisme.
El que sí que és cert és que la premsa es va consolidar en una activa portaveu del catalanisme en aquells moments, de la mateixa manera que l'argumentació de defensa del catalanisme, experimentava un salt gegantí. Igualment en el sentit de divulgació: el que abans un escriptor podia dir en un llibre després serà incrementat en nombrosos sectors i en mitjans, que com les revistes i els diaris, tenen una influència social molt major.
La línia característica del pensament periodístic català, que s'inicia en el segle xix i assoleix la seva màxima expressió a començaments del segle xx, valorava la premsa com una eina indispensable en l'obra de reconstrucció nacional, tant en el camp de la cultura com en el camp polític. Aquest pensament es va veure primer reflectit en l'aportació del periodisme romàntic a la Renaixença literària i cultural de Catalunya, per a seguir amb la funció instrumental que acompleix la premsa en el naixement i expansió del catalanisme polític. La relació entre premsa i Renaixença és un dels aspectes més característics de la història del periodisme català. La recuperació literària de la llengua catalana i el desvetllament de l'esperit de renaixença de la identitat com a poble perllonguen la funció ideològica i política de la premsa durant el segle xx. En un país per fer, per reconstruir, per vertebrar, el compromís polític de la premsa en l'empresa catalanista és una constant en tot el pensament periodístic català.
També era un element de progrés o un signe de modernitat el tarannà i les solucions empíriques donades al problema de l'ús de les dues llengües vigents a Catalunya. En aquell període d'entreguerres hi havia una forta voluntat d'equanimitat en evitar enfrontaments a causa de la qüestió de la llengua, però que a la vegada no suposava l'abandonament del propòsit de normalitzar l'ús de la llengua catalana. Per tant, es va imposar en la majoria dels casos la moderació i el sentit comú. Un altre factor determinant d'aquest període de l'evolució del periodisme català fou l'adopció de la crònica com a gènere predominant contra l'anterior hegemonia de l'article. La crònica periodística, si bé es pot valorar com una versió moderna de l'antiga crònica històrica, característica de la literatura medieval catalana, és el gènere més genuí de l'etapa del periodisme d'explicació, que s'iniciava amb el creixement incipient dels primers diaris de model informatiu-interpretatiu.
Des del primer número es veu clar quin serà el camí que pendrà la revista. El sumari del primer número de la revista obria amb una declaració de propòsits de l'editor Carles Sampons i Carbó (editor propietari), on declarava que l'objectiu era: 
| « | Dotar a Barcelona d'una Ilustració que dongui una idea clara del moviment artístich, literari y científic de Catalunya és lo móvil que'ns ha inspirat la publicació del present periodich al que pensem consagrar-hi nostres esforsos, nostra activitat y fins nostra fortuna. | » |

La presentació «Al Públich», de la Redacció, feia constar l'alt grau al que havia arribat el despertar artístic i literari de Catalaunya i que es feia necessària la sortida d'un periòdic on es mostrés la vitalitat de la literatura catalana i es reproduís, per mitjà del gravat, «les belles concepcions dels pintors que amb el seu pinzell saben arrabassar els tresors de la naturalesa i traslladar-los a la terra, o dels escultors que amb llurs cisells sabien animar i donar vida a la matèria sòlida». Va anticipar la sortida del primer número, tot i dur data del 10 de juliol (1880), perquè, d'aquesta manera, es veiés d'un sol cop una mostra completa del que prometia ser La Ilustració Catalana.
Aquella anticipació va comportar algun alterament en què l'editor creu que s'ha de justificar: així, per exemple, la supressió d'algunes seccions que figurarien als altres números; una d'aquestes, la «Crònica General», que al començament de cada número explicarà els fets capdals de la vida barcelonina —i de la vida catalana, en general— durant la desena anterior. També s'anuncia per a cada un dels altres números la ressenya de les exposicions de pintures i obres artístiques del moment. Encara s'anuncia una secció de «Noves» en que seran explicades les notícies de més interés. No hi faltaran tampoc les ressenyes d'audicions musicals, concerts, representacions teatrals, ni la crítica d'obres. El mateix editor anuncia que la Redacció està composta de joves entusiastes «de les coses de la terra».
La llavor sembrada amb la Renaixença havia trobat en els Jocs Florals la nova doctrina literària que cada any presentava els homes consagrats i els donava l'oportunitat de revelar-se als joves que duien un nou missatge. Tot repassant la premsa de la segona meitat del segle xix, és impressionant constatar com l'obra, com els homes dels Jocs Florals es troben darrere de la major part de les empreses editorials, de les publicacions periòdiques, de les associacions culturals i artístiques que donen al segle el seu sentit i la seva fructífera transcendència. Si en el periodisme polític la figura de Valentí Almirall té una importància indiscutible, en el periodisme literari d'aquest moment Francesch Matheu i Fornells gaudeix sens dubte d'una posició meritòria.

### Llenguatge
La restauració dels Jocs Florals fou determinant per a l'aparició d'un nou tipus d'escriptor que es qualificà a si mateix de «catalanista» i de «catalanisme» el camp de la seva actuació i aspiracions. Aquest s'afanyen a proclamar la dimensió transcendent de la seva activitat, és a dir, l'íntima connexió que veuen entre el fet d'escriure en llengua catalana i l'objectiu del renaixement d'una Catalunya nacional.
Una premsa cada dia més nombrosa s'afanya a propagar el renaixement del catalanisme; cada u treballa dins de la seva òrbita: del modest periòdic de dos quartos que corre en mans del poble fins al «diaria» de notícies d'interès palpitant. Enumera les revistes principals, com La Renaixensa, Lo Gay Saber, amb què s'adeliten les intel·ligències més conreades. i afegeix que ja no és sols a Catalunya, sinó que fins al Nord i al Sud de les Amèriques, el periodisme català compta amb adalits tan entusiastes com La Llumanera', de Nova York, i L'Aureneta, de Buenos Aires. declara que La Ilustració Catalana ve a formar entre els campions més decidits de la causa i justifica que sigui publicada en idioma matern:
| « | per ço com si a Catalunya, el pintor ho és pintat la naturalesa de Catalunya, el músic inspirant-se de les seves melodies populars i el poeta cantant la grandesa passada i l'esdevenidor esplendorós, així La Ilustració Catalana ho ha d'ésser per la llengua del poble | » |

## Personalitats

### Directors i col·laboradors
El primer director de la revista fou Josep Franquesa i Gomis, però ben aviat es feu càrrec de la direcció el mateix editor, Carles Sampons, home d'empenta. Als voltants de 1882, però, Carles Sampons va morir i la direcció de la revista va ser encarregada a Francesch Matheu i Fornells. Fins a la seva mort, l'any 1882, Carles Sampons fou el propietari, l'editor i al capdavall, el director. Va saber reunir els millors escriptors catalans per a omplir les pàgines de La Ilustració Catalana i, en matèria artística, sense moure's dels cànons conservadors que dominaven en aquella època, va donar a conèixer gravats en els quals eren reproduïts els millors indrets de Catalunya. L'esforç de Sampons va donar fruits, ja que va ser molt ben rebut pel públic. Però a les darreries del 1882, Sampons va morir i va plantejar-se el problema de la seva successió. Fou un encert d'encomanar-la a Francesch Matheu i Fornells, col·laborador des del primer número i que tenia l'experiència periodística gràcies a les seves intervencions al Calendari Català i a La Renaxensa, entre d'altres. Francesc Matheu i Fornells ja no deixà el timó de La Ilustració Catalana. A partir del número 79, corresponent al 30 de gener de 1883, ja consta el seu nom a la capçalera de la revista: «Director, Francesch Matheu».
La nova direcció representava un augment de qualitat literària i d'exigència, per més que els objectius de la revista continuaven essent els mateixos. D'altra banda, aquest fet va motivar la separació del cos de redacció d'Eudald Canibell.
Francesch Matheu i Fornells serà l'ànima, durant una trentena d'anys, d'una posició independent de la política, lliurada totalment a la literatura, i que acabarà situat a l'extrem del conservadorisme.
Directors
- Josep Franquesa i Gomis (1880-1880)
- Carles Sampons i Carbó (1880-1882)
- Francesch Matheu i Fornells (1883-1894 i 1903-1917)

Col·laboradors
Donar una llista dels col·laboradors de La Ilustració Catalana en els catorze anys que va publicar-se, dels 325 números que fins al 31 de març de 1894 va publicar, vol dir reproduir el cens dels escriptors de Catalunya, sense distinció de tendències. L'activitat que en aquells anys tingué Catalunya tant en les arts plàstiques com en les lletres queda reflectida en aquesta revista.
Com a personatges del món literari més destacats que hi van participar, figuren per ordre alfabètic:
| - Adolf Blanch i Cortada - Àngel Guimerà - Antoni Careta i Vidal - Artur Gallard i Tresens - Artur Masriera i Colomer - Bonaventura Bassegoda - Celestí Barallat i Falguera - Conrad Roure i Bofill - Damas Calvet i de Budallès - Dolors Monserdà i Vidal - Eduard Tàmaro i Fabricias - Emili Coca i Collado - Emili Vilanova | - Enric Serra - Eudald Canivell - Eusebi Corominas i Cornell - Francesc Boter - Francesc Matheu - Francesc Pelagi Briz i Fernández - Francesc d'Assís Ubach i Vinyeta - Frederic Mistral - Frederic Rahola i Trèmols - Jacint Laporta - Jacint Verdaguer - Jaume Collell i Bancells - Josep Franquesa i Gomis | - Joan Sardà - Joan Pons i Massaveu - Joan Sardà - Joaquim Cabot i Rovira - Joaquim Maria Bartrina i d'Aixemús - Joaquim Riera i Bertran - Josep Rodoreda i Santigós - Maria de Bell-lloch - Marian Aguiló i Fuster - Manuel Ribot i Serra - Melcior de Palau - Narcís Oller - Pau Bertran i Bros - Pau Parassols i Pi | - Oleguer Miró i Borràs - Ramon-Enric Bassegoda i Amigó - Valentí Almirall - Víctor Balaguer - Víctor Iranzo |

I pel que fa a la posterior revista Il·lustració Catalana (1903-1917), els col·laboradors més destacats van ser:
- Víctor Català
- Joan Maragall
- Narcís Oller
- Josep Carner
- Àngel Guimerà